# Maurice LaMarche
Maurice LaMarche (født 30. marts 1958) er en amerikansk skuespiller og komiker.